# 拓跋纂
拓跋纂（？—437年2月27日），鲜卑名礼半，追尊魏昭成帝拓跋什翼犍后裔，卫王拓跋仪之子，北魏宗室、官员。

## 生平
拓跋纂虚岁五岁时被魏道武帝拓跋珪命令养在皇宫中，他年轻时聪明敏捷，举止有礼节，魏道武帝喜爱他，对他的恩典与各皇子相同。魏太武帝拓跋焘继位后，任命拓跋纂为定州刺史，封中山公。始光三年夏五月辛卯（426年7月3日），拓跋纂晋升爵位为中山王，获赐予步挽和几杖表示优待。拓跋纂好饮酒，又喜欢谄媚的人，政事依靠受贿而成。魏太武帝杀了拓跋纂亲近宠爱的人，拓跋纂后来悔过，处事谨慎，担任内都大官，在任清廉节约简要慎重，又有廉正公平之称。拓跋纂在北魏宗室之中年纪最大，宗室有事，都向他咨询。太延三年春正月癸未（437年2月27日），征东大将军、中山王拓跋纂去世，谥号简。

## 家庭

### 兄弟
- 拓跋良，北魏南阳王
- 拓跋幹，北魏宰官尚书、新蔡昭公
- 拓跋陵，北魏羽真、尚书、冠军将军、使持节、吐京镇大都将

### 儿子
- 拓跋羽豆眷，北魏黄龙镇大将、晋阳侯[1][2]